# NGC 510
NGC 510 es una estrella doble de la constelación de Piscis. 
Fue descubierta el 1867 por el astrónomo Herman Schultz.